# Base Aeronaval Comandante Espora
La Base Aeronaval Comandante Espora (BACE) es una base aeronaval de la Aviación Naval de la Armada Argentina ubicada en la localidad de Grünbein a pocos km de la ciudad de Bahía Blanca, provincia de Buenos Aires; y con dependencia del Comando de la Fuerza Aeronaval N.º 2 (FAE2), en la órbita del Comando de la Aviación Naval (COAN).
Creada el 16 de junio de 1939, su nombre evoca al Coronel de Marina Tomás Espora, Comandante General de Marina, Capitán del puerto de Buenos Aires, guerrero de la Independencia y contra el Brasil.
En esta base aeronaval tienen asiento todas las unidades aeronavales dependiente de la Fuerza Aeronaval N.º 2. Además, es lugar de asiento del Arsenal Aeronaval Comandante Espora (ARCE), del Servicio de Seguridad Aeronaval (SISE) y el Museo de la Aviación Naval (MUAN), que incluye una reproducción de la cubierta de vuelo del portaaviones ARA Veinticinco de Mayo. Esta base aeronaval comparte la pista de aterrizaje con en el Aeropuerto Comandante Espora de Bahía Blanca.

## Historia
Su construcción se llevó a cabo entre los años 1936 y 1939 para disponer de una base idónea para la aviación naval. Fue inaugurada oficialmente el 16 de junio de 1939. Desde el inicio del proyecto de construcción hasta su inauguración fue nombrada de diferentes formas: Campo Aeronaval de Grünbein, Base Aeronaval de Puerto Belgrano, Aeródromo Puerto Belgrano y Base Aeronaval de Bahía Blanca. Hasta la sanción del Decreto N.º 33 684 se pasó a denominar «Base Aeronaval Comandante Espora».
Desde esta base aeronaval se desplegó la aviación durante los bombardeos aéreos en Buenos Aires del 16 de junio de 1955 contra Juan Domingo Perón, que tres (3) bombarderos Consolidated PBY Catalina (Capitán de Corbeta Enrique García Mansilla) de la Aviación Naval, causando 300 muertos y 1000 heridos tras bombardear varios objetivos.
En septiembre de 1977 se inauguraron nuevas ampliaciones que permiten operar a aviones de grandes dimensiones como los Boeing 747.
En 1982 Espora prestó apoyo a las unidades y medios de la Fuerza Aeronaval N.º 2 y la Aviación Naval, contribuyendo a las operaciones del Teatro de Operaciones del Atlántico Sur (TOAS).

## Turismo Carretera
En el año 2002, el Turismo Carretera corrió en la base una competencia válida por el campeonato. El circuito constaba de 4350 metros de extensión y estaba compuesto por dos largas rectas utilizando la pista y los rodajes del aeródromo.

### Listado de ganadores en Turismo Carretera
| Fecha                | Ganador           | Marca       |
| -------------------- | ----------------- | ----------- |
| 5 de octubre de 2002 | Marcelo Bugliotti | Ford Falcon |

## Actualidad
En 2018, se instaló en la Base un Radar Meteorológico Argentino (RMA), desarrollado por INVAP y la Secretaría de Infraestructura y Política Hídrica.

## Medios
Las unidades y medios militares de la Armada Argentina en esta base aeronaval:
| Fuerza Aeronaval N.º 2 / Escuadra Aeronaval N.º 2 | Fuerza Aeronaval N.º 2 / Escuadra Aeronaval N.º 2                |
| Unidad                                            | Medios                                                           |
| ------------------------------------------------- | ---------------------------------------------------------------- |
| Escuadrilla Aeronaval Antisubmarina               | Tres (3) Grumman S-2T Turbo Tracker                              |
| 2.ª Escuadrilla Aeronaval de Helicópteros         | Cuatro (4) Sikorsky S-61D4/SH-3D Sea King Dos (2) Sikorsky S-61T |
| Fuerza Aeronaval N.º 2 / Escuadra Aeronaval N.º 3 |                                                                  |
| 2.ª Escuadrilla Aeronaval de Caza y Ataque        | Dieciséis (16) Dassault-Breguet Super Étendard                   |
| 1.ª Escuadrilla Aeronaval de Helicópteros         | Cuatro (4) Eurocopter AS-555SN Fennec 2                          |